# Rožmitál pod Třemšínem (přírodní památka)
Rožmitál pod Třemšínem je přírodní památka evidenční číslo 5805 v okrese Příbram. Nachází se západně od silnice III. třídy mezi Bezděkovem pod Třemšínem a Rožmitálem pod Třemšínem v nadmořské výšce 534–577 m. Chráněné území s rozlohou 54,43 ha bylo vyhlášeno 22. června 2013. Důvodem jeho zřízení je ochrana evropsky významné lokality Natura 2000 s výskytem čolka velkého (Triturus cristatus).